# Circondario di Urbino
Il circondario di Urbino è stato uno dei due circondari, esistiti dal 1860 al 1926, in cui era suddivisa la provincia di Pesaro e Urbino nella regione italiana delle Marche. Confinava a est con il circondario di Pesaro, a nord con la provincia di Forlì (circondari di Cesena, Rimini e Rocca San Casciano) e la Repubblica di San Marino, a sud con la provincia dell'Umbria (circondario di Perugia), a ovest con la provincia e circondario di Arezzo. Prima del 1923 il confine toscano era più esteso, poiché il circondario di Rocca San Casciano (la cosiddetta Romagna toscana) apparteneva alla provincia di Firenze.

## Storia
Il circondario di Urbino fu creato ex novo dal decreto Minghetti del 22 dicembre 1860, insieme al circondario di Pesaro.
Il circondario di Urbino venne soppresso nel 1926 e il territorio assegnato al circondario di Pesaro.

## Geografia fisica

### Territorio
L'ex delegazione di Urbino e Pesaro fu decurtata di due vasti territori (Gubbio e Senigallia), ma rimaneva la più grande delle Marche. Venne perciò divisa tra Pesaro e Urbino con la creazione di due nuovi circondari, gli unici nella regione a non derivare da una preesistente provincia pontificia.

## Geografia antropica

### Suddivisioni amministrative
Il circondario di Urbino si divideva in 9 mandamenti e 47 comuni complessivi al momento della nascita del Regno d'Italia (1861); cinque di questi furono soppressi nel corso degli anni 1860; il comune di Mercatino Marecchia (attuale Novafeltria) fu istituito nel 1907 per distacco da Talamello.
| Mandamento       | Comuni |
| ---------------- | --- |
| Cagli            | Acqualagna Cagli Cantiano Frontone                                                                          |
| Fossombrone      | Fossombrone Isola di Fano Isola del Piano Montalto Tarugo Montefelcino Montemontanaro Sant'Ippolito         |
| Macerata Feltria | Belforte all'Isauro Frontino Lunano Macerata Feltria Monte Cerignone Piandimeleto Pietrarubbia Sassocorvaro |
| Pennabilli       | Carpegna Montecopiolo Pennabilli Scavolino                                                                  |

| Mandamento            | Comuni                                                                                        |
| --------------------- | --------------------------------------------------------------------------------------------- |
| Sant'Agata Feltria    | Casteldelci Mercatino Marecchia Sant'Agata Feltria Talamello                                  |
| Sant'Angelo in Vado   | Borgo Pace Mercatello sul Metauro Sant'Angelo in Vado                                         |
| Mandamento di San Leo | Maiolo Monte Grimano Piandicastello San Leo Sassofeltrio                                      |
| Mandamento di Urbania | Apecchio Peglio Piobbico Urbania                                                              |
| Mandamento di Urbino  | Auditore Colbordolo Fermignano Montecalvo Montefabbri Monteguiduccio Petriano Tavoleto Urbino |